# Teleogryllus brachypterus
Teleogryllus brachypterus är en insektsart som beskrevs av Lucien Chopard 1967. Teleogryllus brachypterus ingår i släktet Teleogryllus och familjen syrsor. Inga underarter finns listade i Catalogue of Life.